# ディア・ボーイ
ディア・ボーイ（Dear Boy）は、1971年にポール・マッカートニーが発表した楽曲である。

## 概要
アルバム『ラム』の4曲目に収録された。多重コーラスが印象的な楽曲で、マッカートニーは1971年のインタビューにて、「「ディア・ボーイ」は、僕自身について、そしてリンダがいることがどれだけ幸せであるかを綴った自伝のような試みだったよ。この曲を書き始めるまで、彼女がいることがどれだけ幸運なことなのか、全く気がつかなかったよ」と語っている。
また、2001年の音楽雑誌『モジョ (Mojo)』のインタビューでは、「「ディア・ボーイ」はジョンを狙ったわけではなく、実はリンダの元夫に向けた歌だったんだよ。"I guess you never knew what you had missed（何を逃したかわからないんだろうね）とかね。僕は彼にそのことを伝えなかったんだけど、それはラッキーだったね。彼はその後自殺してしまったからね。というのも、僕は「ああ、彼女はとても素晴らしいのに、あなたはそれを理解していなかったんだな」と思ったからだよ」とも語っている。
本作のミキシングを担当したエイリック・ワングベリは、2005年のインタビューで本曲の複雑なコーラスパートについて、「こういうことをするのは、僕にとってはかなりチャレンジだったよ。でも、上手くいったときは本当に楽しい。特にアレンジャー（マッカートニー）が自分の仕事を理解している場合はね。〈中略〉ハーモニーやボイストラックは、ミックスの中でお互いに踏みつけたり、殺し合ったりすることはなかった。ご存知のように、ポールはここで僕も録音したことのあるビーチ・ボーイズ のヴォーカル・アレンジにインスパイアされているんだ。エルトン・ジョンは、このハーモニーを今まで聴いた中で最高だと言っているよ」とコメント。
タイトルと歌詞に登場する「ディア・ボーイ」という表現は、マッカートニー曰く、「上流階級的な手紙を書いている」雰囲気を出すために使われたという。

## クレジット
- ポール・マッカートニー - リード・ボーカル、バッキング・ボーカル、ベース、エレクトリック・ギター、ピアノ、パーカッション
- リンダ・マッカートニー - バッキング・ボーカル
- ヒュー・マクラッケン - アコースティック・ギター、エレクトリック・ギター
- デニー・シーウェル - ドラムス、パーカッション
- ポール・ビーバー - シンセサイザー
- ジム・ゲルシオ - バッキング・ボーカル

## 収録アルバム
- 『ラム』
- 『ピュア・マッカートニー〜オール・タイム・ベスト』